# José Ramón Ceschi
José Ramón Ceschi (La Penca, Provincia de Santa Fe, Argentina; 9 de enero de 1941-Rosario, Argentina; 16 de octubre de 2021) más conocido como Padre Ceschi fue un sacerdote católico, comunicador, presentador de televisión, escritor y filósofo argentino.

## Biografía
José Ceschi nació un 9 de enero de 1941 en la Penca, Provincia de Santa Fe comenzó a incursionar en la religión cuando tenía 16 años, edad en la que hizo el noviciado y a los 23 años se ordenó sacerdote de la orden franciscana en la Ciudad de Rosario en 1964. Estudió varios idiomas en Reino Unido y Francia, cuando regresó a Argentina dictó clases de Teología en la ciudad de Rosario.
Años más tarde, comenzó a conducir el segmento "Pausa en Familia" que se emitió por el entonces Canal 13 de Santa Fe (ahora Telefe Santa Fe) hasta julio de 2020 y en algunas emisoras en el interior del país. 
En 2017, sufrió un Accidente cerebrovascular (ACV) en donde debió ser intervenido, desde entonces su salud quedó comprometida. Tras esto, en numerosas ocasiones fue blanco de noticias falsas sobre su estado de salud.

## Muerte
El 16 de octubre de 2021, la Parroquia San Francisco Solano de Rosario confirmó con un comunicado el deceso de Ceschi.